# テレビ東京系列夕方ニュース枠
テレビ東京系列夕方ニュース枠（テレビとうきょうけいれつゆうがたニュースわく）は、テレビ東京をはじめとするTXN系列で、毎日夕方放送されている報道番組の一覧のことである。
放送期間・放送時間は同局（制作局、関東地区）のもの。

## 各番組の歴史
テレビ東京は他局より小さい企業規模と関東独立局だったことから、長らく夕方のニュースは15分程度の編成だった。ニュース番組のワイド編成に着手したのは1980年1月に開始した『ニューストレイン出発進行』からで、1982年4月のテレビ大阪開局とメガTONネットワーク発足とともに、他局と被らない17時台での全国向けニュース番組編成が定着する。
1989年10月のテレビ北海道開局を前にして、同年4月にメガTONネットワークはTXNに改称。番組タイトルも『TXNニュース THIS EVENING』になり、これまでニュースを編成していなかった土日夕方にも進出する。日曜版初代キャスターに落語家でバラエティ番組司会者の桂三枝（現・6代目桂文枝）を起用の他、末期には「ニュース犬」ブーニーを登場するなど平日版ではできない実験的な試みもあった。
日本テレビやテレビ朝日が18時台のニュース枠を拡大し17時台に進出してくると、テレビ東京も対抗し1997年10月に『TXNニュースワイド 夕方いちばん』を立ち上げる。開始時間も17時からの1時間枠となり他局と遜色のない編成となる。この頃より系列局制作のローカルニュース番組は17:25開始に繰り下がる。この編成は後番組である『TXNニュースアイ』でも2003年3月まで継続される。2003年4月改編でテレビ東京とBSジャパン（現・BSテレ東）のみローカル枠を廃止して25分枠に縮小し、2005年4月開始の『速ホゥ!』もこの編成を引き継ぐ。
2006年4月改編では平日18:30に吉本興業と共同制作のバラエティ枠を新設し、それまでのアニメ枠を17:30開始に繰り上げる。この都合から『速ホゥ!』全国版を16:55開始に繰り上げ、2003年4月改編以降消滅していたローカル枠を17:13-17:30に再度設定した。このためテレビ愛知やテレビせとうち等の一部系列局は夕方のローカルニュース編成を取りやめ、別の時間枠でローカルワイド番組を編成することとなる。
2008年10月改編では15時台の株式市況番組『Closing Bell』と飛地統合し『NEWS FINE』とするも、2011年10月改編で株式市況番組が再分離されて『NEWSアンサー』となる。
2016年11月7日よりテレビ東京の六本木グランドタワー新本社移転にあわせ、同枠初の経済情報番組『ゆうがたサテライト』に衣替えする。また、放送時間も2003年4月の枠縮小以来13年半ぶりに1時間サイズ（51分枠）で放送されていたが、2018年4月から『青春高校3年C組』の放送開始に伴い、2018年3月30日をもって拡大枠での放送を終了。
再び放送時間が16:54‐17:20に縮小される。
2020年4月改編より『ゆうがたサテライト』の放送時間が16:54-17:00の6分間に短縮され、実質的に同局の夕方全国ニュース枠がスポットニュースとなり、ネット局の飛び降りポイントが一時廃止される。
2022年10月改編より『ゆうがたサテライト』の放送時間がテレビ東京のみ、16:54 - 17:05の11分間に拡大され、ネット局の飛び降りポイントが2年半ぶりに復活する。

### 土日版
土日版は2000年12月のBSジャパン（現・BSテレ東）開局目前の同年10月に『TXNニュースアイ』土日特集終了以降は、現在に至るまで5 - 10分枠の『TXNニュース』を放送している。
土曜版に関しては、2010年10月以降は土曜深夜ニュース枠が終了したため、本枠が事実上の最終版報道番組枠となり、各系列局共、本枠の土日版の間の丸24時間、報道番組が放送されなくなった。また、2017年4月以降は土曜昼枠がテレビ東京のみの放送となったことに伴い、テレビ東京以外の系列局では土曜唯一の報道番組枠となり、テレビ東京以外の系列局では『ワールドビジネスサテライト』金曜版から土曜夕方枠まで約17時間、報道番組が放送されなくなった。
日曜版に関しては2018年1月から3月までは日曜深夜ニュース枠を休止していたため各系列局共、本枠が日曜唯一のニュース枠となっていた。同年4月に日曜深夜ニュース枠を再開したが、2019年4月以降は日曜深夜ニュース枠が再度終了したため、本枠が再度日曜唯一のニュース枠となった。

### 年末年始
土日も含めた全曜日放送体制になってからは、年末年始の夕方ニュースは5分枠の『TXNニュース』として放送していた。2000年代後半より特番編成の都合上昼枠のニュースを朝7 - 8時台に、夕方枠のニュースを昼12 - 13時台での繰り上げ放送が通例化しており、現在は年末年始に夕方16 - 18時台にニュースは放送されない。

## 主な番組
テレビ東京が東京12チャンネルだった時の、TXNがメガTONネットワークだった時の番組もそれぞれ含む。

### 平日
- ニュースポスト
- ニュースレポート
- こちらニューススタジオ（1978年10月2日 - 1979年12月）
- ニューストレイン出発進行（1980年1月 - 1980年9月26日）
- ニュースTODAY（1980年9月29日 - 1982年2月26日）
- メガTONニュースTODAY（1982年3月1日 - 1989年3月31日）
- TXNニュース THIS EVENING（1989年4月3日 - 1997年9月26日）
- TXNニュースワイド 夕方いちばん（1997年9月29日 - 1999年10月1日）
- TXNニュースアイ（1999年10月4日 - 2005年3月31日）
- 速ホゥ!（2005年4月1日 - 2008年9月26日）
- NEWS FINE 第2部（2008年9月29日 - 2011年9月30日）
  - テレビ東京のみコンプレックス枠『FINE!』に内包（祝日は単独番組として放送）。
- NEWSアンサー（2011年10月3日 - 2016年11月4日）
- ゆうがたサテライト（2016年11月7日 - ）

### 週末
平日の週末版はすべて、タイトルの末尾に「土日特集」がつく（後述する『桂三枝の…』を除く）。
- メガTONニュース（1988年10月? - 1989年3月25日）
- TXNニュース THIS EVENING（1989年4月1日 - 1997年9月28日）
  - 1990年4月1日まで、日曜日は『桂三枝のTXNニュース THIS EVENING』として放送。
- TXNニュースワイド 夕方いちばん（1997年10月4日 - 1999年10月3日）
- TXNニュースアイ（1999年10月10日 - 2000年10月1日）
- TXNニュース（2000年10月7日 - ）

### 番組の移り変わり
| 期間      | 期間       | 平日                           | 土曜日                         | 日曜日                            |
| --------- | ---------- | ------------------------------ | ------------------------------ | --------------------------------- |
| （不明）  | （不明）   | ニュースポスト                 | （放送なし）                   | （放送なし）                      |
| （不明）  | 1978.09.29 | ニュースレポート               | （放送なし）                   | （放送なし）                      |
| 1978.10.2 | 1979.12.31 | こちらニューススタジオ         | （放送なし）                   | （放送なし）                      |
| 1980.1.1  | 1980.9.28  | ニューストレイン出発進行       | （放送なし）                   | （放送なし）                      |
| 1980.9.29 | 1982.2.28  | ニュースTODAY                  | （放送なし）                   | （放送なし）                      |
| 1982.3.1  | 1988.9.30  | メガTONニュースTODAY           | （放送なし）                   | （放送なし）                      |
| 1988.10.3 | 1989.4.2   | メガTONニュースTODAY           | メガTONニュース                | メガTONニュース                   |
| 1989.4.3  | 1990.4.1   | TXNニュース THIS EVENING       | TXNニュース THIS EVENING       | 桂三枝の TXNニュース THIS EVENING |
| 1990.4.2  | 1997.9.28  | TXNニュース THIS EVENING       | TXNニュース THIS EVENING       | TXNニュース THIS EVENING          |
| 1997.9.29 | 1999.10.3  | TXNニュースワイド 夕方いちばん | TXNニュースワイド 夕方いちばん | TXNニュースワイド 夕方いちばん    |
| 1999.10.4 | 2000.10.1  | TXNニュースアイ                | TXNニュースアイ                | TXNニュースアイ                   |
| 2000.10.2 | 2005.3.31  | TXNニュースアイ                | TXNニュース                    | TXNニュース                       |
| 2005.4.1  | 2008.9.26  | 速ホゥ!                        | TXNニュース                    | TXNニュース                       |
| 2008.9.29 | 2011.9.30  | NEWS FINE（第2部）             | TXNニュース                    | TXNニュース                       |
| 2011.10.3 | 2016.11.4  | NEWSアンサー                   | TXNニュース                    | TXNニュース                       |
| 2016.11.7 | 現在       | ゆうがたサテライト             | TXNニュース                    | TXNニュース                       |